# فوهة الفرغاني

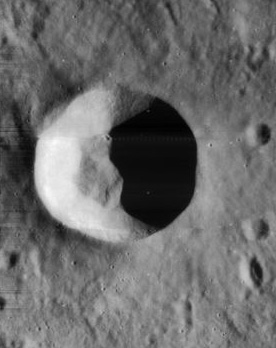
فوهة الفرغاني

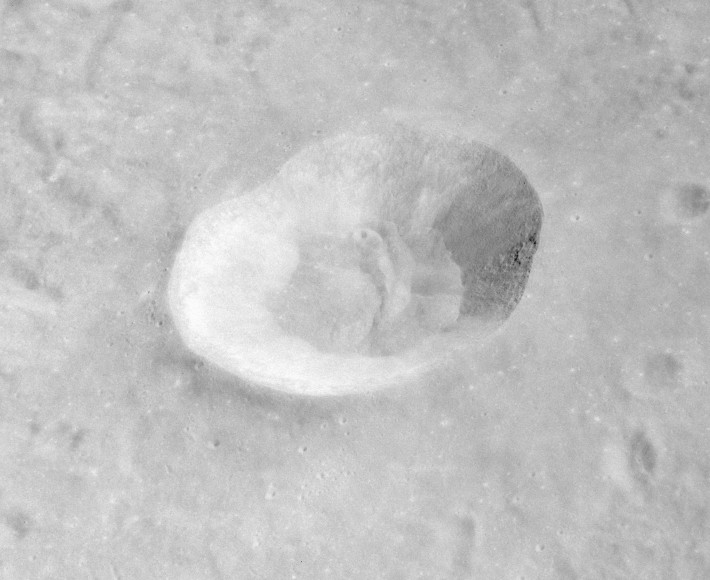
مقطع أفقي لفوهة الفرغاني من رحلة أبولو 16

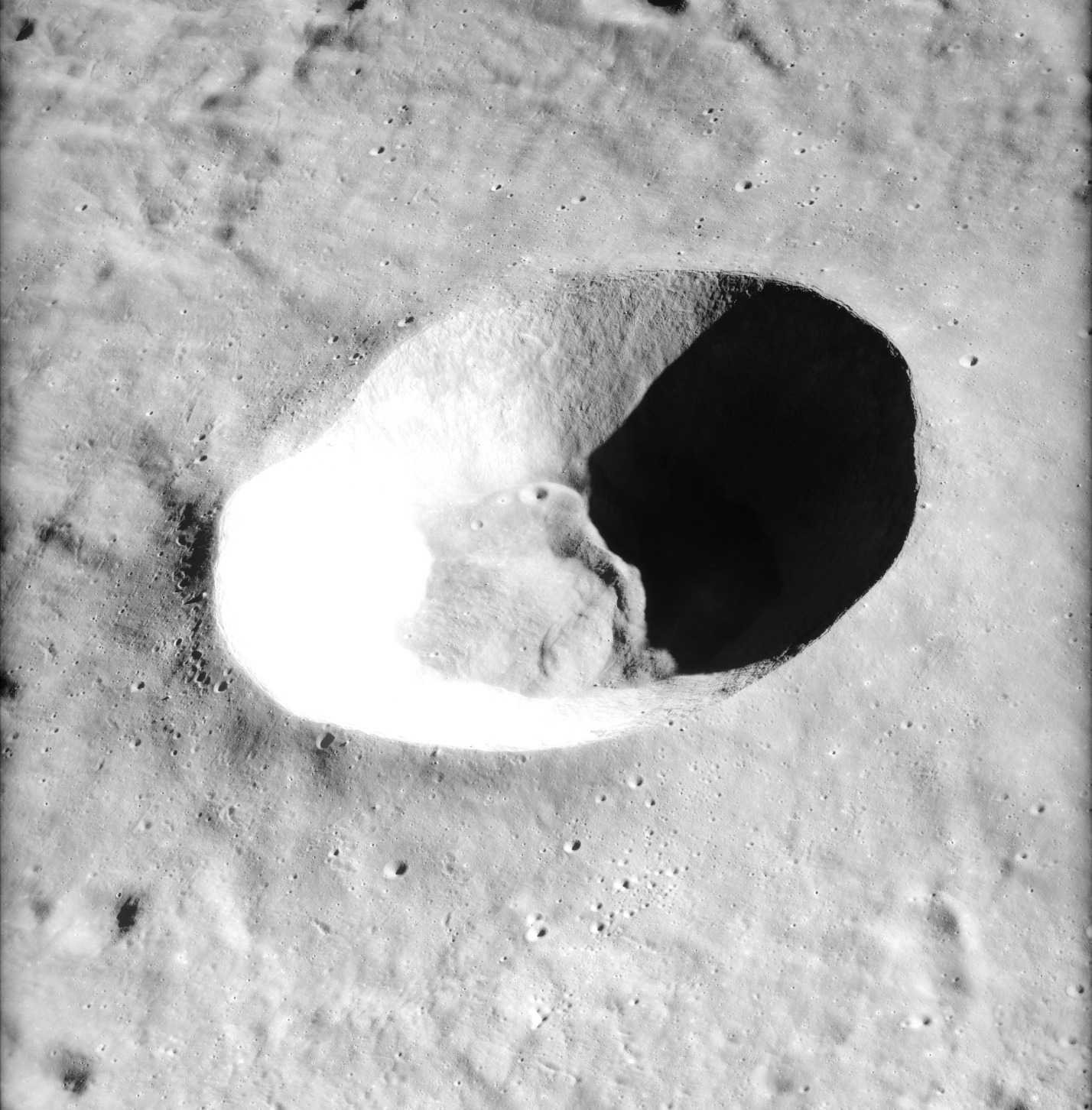
مقطع أفقي لفوهة الفرغاني من رحلة أبولو 16 بالتصوير البانورامي.

فوهة الفرغاني (5.4°S 19.0°E) هي فوهة صدمية على سطح القمر تقع في المنطقة الجبلية الوعرة جنوب غرب بحر السكون. يحدها من الشمال الغربي فوهة ديلامبر، ومن الجنوب فوهة زولنر.

## الوصف

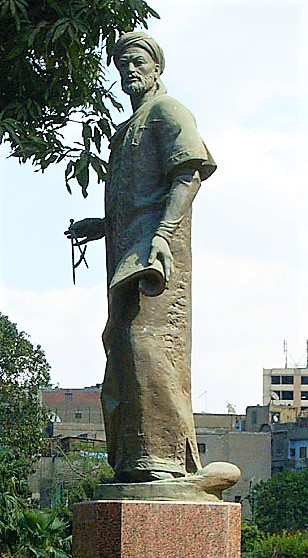
تمثال الفرغاني في القاهرة

سميت هذه الحافة تكريما لأعمال عالم الرياضيات والفلكي المسلم أحمد بن كثير الفرغاني. يبلغ قطر هذه الفوهة 20 كيلومتر وعمقها 2.8 كيلومتر، على زاوية 343° من شروق الشمس.
تتخذ حواف الفوهة شكل دائري، ظلت حواف الفوهة حادة لم يحدث لها تآكل بقدر كبير بسبب التراكمات السابقة عليها.

## فوهات القمر الصناعي
لرسم خريطة مماثلة لفوهات القمر يتم وضح حروف على كل جانب من جوانب الفوهة ومركزها لكل حرف منهم دلاله معينة.
| الفرأغاني | خط طول | خط عرض  | القطر      |
| --------- | ------ | ------- | ---------- |
| A         | 3.0° S | 20.3° E | 13 كيلومتر |
| C         | 6.1° S | 18.1° E | 11 كيلومتر |
| D         | 4.0° S | 20.1° E | 8 كيلومتر  |
| E         | 4.6° S | 19.0° E | 4 كيلومتر  |
| F         | 3.5° S | 20.8° E | 9 كيلومتر  |
| G         | 2.6° S | 21.2° E | 6 كيلومتر  |
| H         | 4.4° S | 19.1° E | 13 كيلومتر |
| K         | 5.3° S | 19.5° E | 4 كيلومتر  |
| M         | 5.6° S | 19.6° E | 3 كيلومتر  |